# چپقلو (فامنین)
چپقلو (فامنین)، روستایی از توابع بخش پیشخور شهرستان فامنین در استان همدان ایران است.
این روستا شرقی ترین نقطه استان همدان از لحاظ مختصات جغرافیایی است.
این روستا اولین روستای استان همدان در مسیر ساوه به همدان می باشد.

## جمعیت
این روستا در دهستان پیشخور قرار دارد و براساس سرشماری مرکز آمار ایران در سال ۱۳۹۵، جمعیت آن  ۳۲۸نفر (۸۰خانوار) بوده‌است.